# Калгун (округ, Техас)
Шаблон:StateAbbr_ 28°26′ пн. ш. 96°37′ зх. д. / 28.44° пн. ш. 96.61° зх. д.
Округ Калгун (англ. Calhoun County) — округ (графство) у штаті Техас, США. Ідентифікатор округу 48057.

## Історія
Округ утворений 1846 року.

## Демографія
За даними перепису 2000 року загальне населення округу становило 20647 осіб, зокрема міського населення було 12076, а сільського — 8571. Серед мешканців округу чоловіків було 10369, а жінок — 10278. В окрузі було 7442 домогосподарства, 5572 родин, які мешкали в 10238 будинках. Середній розмір родини становив 3,2.
Віковий розподіл населення поданий у таблиці:
| Стать    | До 15 років | 15-21 | 22-29 | 30-39 | 40-49 | 50-65 | 65-85 | Понад 85 |
| -------- | ----------- | ----- | ----- | ----- | ----- | ----- | ----- | -------- |
| Чоловіки | 2550        | 1000  | 980   | 1440  | 1504  | 1635  | 1186  | 74       |
| Жінки    | 2401        | 1036  | 938   | 1423  | 1382  | 1619  | 1323  | 156      |

## Суміжні округи
- Джексон — північ
- Матагорда — схід
- Аранзас — південний захід
- Рефухіо — захід
- Вікторія — північний захід

## Виноски
1. ↑  U.S. Decennial Census. United States Census Bureau. Архів оригіналу за 26 квітня 2015. Процитовано 20 квітня 2015.
2. ↑  Texas Almanac: Population History of Counties from 1850–2010 (PDF). Texas Almanac. Архів оригіналу (PDF) за 26 лютого 2015. Процитовано 20 квітня 2015.
3. ↑  State & County QuickFacts. United States Census Bureau. Архів оригіналу за 8 липня 2011. Процитовано 9 грудня 2013.(англ.) Наведено за англійською вікіпедією.
4. ↑  American FactFinder. Бюро перепису населення США. Архів оригіналу за 29 липня 2011. Процитовано 31 січня 2008.

| США | Це незавершена стаття з географії США. Ви можете допомогти проєкту, виправивши або дописавши її. |